# Somody Soma
Somody Soma (Budapest, 2004. május 22. –) junior Európa-bajnok és junior világbajnoki bronzérmes magyar párbajtőröző.

## Élete
Szülővárosában él szüleivel és két testvérével, Boncával és Zorkával. Nappali tagozatos egyetemi tanuló a Budapesti Műszaki és Gazdaságtudományi Egyetem, Kommunikáció- és médiatudomány szakán.

## Sportpályafutása
A vívással 9 éves korában kezdett el foglalkozni, edzői egyből a párbajtőr felé irányították. A versenyzést 10 éves korában kezdte el az Olimpici versenysorozat keretein belül.
2019-ben serdülő egyéni magyar bajnoki címet szerzett.
2020-ban bronzérmet nyert a magyar férfi párbajtőr-válogatottal (csapattársai: Csabai Máté, Kovács Gergely, Kó Benedek) a kadett vívók horvátországi Európa-bajnokságán.
A 2021-2022-es versenyszezonban a junior világkupákon először Rigában csapat bronzérmet (csapattársai: Horváth Ádám, Kovács Gergely, Pelle Domonkos), azután Udinében csapat ezüstérmet (csapattársai: Kovács Gergely, Kulcsár Viktor, Pelle Domonkos), végül az Európa-bajnokság előtti főpróbán Bázelben csapat aranyérmet szerzett. (csapattársai: Csabai Máté, Kovács Gergely, Kulcsár Viktor).
2023-ban az észt fővárosban Tallinnban zajló junior Európa-bajnokságot egyéni bronzéremmel, majd két napra rá csapat aranyéremmel zárta. (csapattársai: Csabai Máté, Kovács Gergely, Kulcsár Viktor)
2023 áprilisában a bulgáriai Plovdivban rendezett junior világbajnokságon egyéni férfi párbajtőrben bronzérmet szerzett. Két nappal később a magyar válogatott csapat tagjaként is világbajnoki bronzérmet szerzett párbajtőrben. (csapattársai: Csabai Máté, Kovács Gergely, Kulcsár Viktor)
A 2023-as szezon utolsó jelentős nemzetközi versenyén, a Budapesten megrendezett U23-as vívó Európa-Bajnokságon a magyar válogatott tagjaként Európa-bajnoki ezüstérmet szerzett. (csapattársai: Keszthelyi Zsombor, Kovács Gergely, Osman-Touson Maruan)
Soma a 2022-2023-as versenyszezon legeredményesebb utánpótláskorú magyar párbajtőrvívója lett azzal, hogy az összes lehetséges nemzetközi versenyről egyéni és/vagy csapatéremmel tért haza.

## Eredményei
- Magyar bajnokság
- Egyéni
  - ezüstérmes: 2025
- Csapat
  - ezüstérmes: 2024
  - bronzérmes: 2025